# Isabel Fernández Gutiérrez
María Isabel Fernández Gutiérrez (Alicante, 1 de febrero de 1972) es una deportista española que compitió en judo. Es una de las pocas deportistas que tiene la triple corona: oro olímpico, mundial y europeo.

## Trayectoria deportiva
Participó en cuatro Juegos Olímpicos de Verano entre los años 1996 y 2008, obteniendo dos medallas: bronce en Atlanta 1996 y oro en Sídney 2000. Ganó cuatro medallas en el Campeonato Mundial de Judo entre los años 1997 y 2007, y trece medallas en el Campeonato Europeo de Judo entre los años 1995 y 2008.
En los Juegos Olímpicos de Atenas 2004 fue la abanderada del equipo español. En 8 de enero de 2009 anunció por sorpresa su retirada de la competición, afirmando que «ha sido una experiencia maravillosa de la que no hay recuerdos malos».

### Palmarés internacional
| Juegos Olímpicos   | Juegos Olímpicos         | Juegos Olímpicos  | Juegos Olímpicos |
| Año                | Lugar                    | Medalla           | Categoría        |
| ------------------ | ------------------------ | ----------------- | ---------------- |
| 1996               | Atlanta (Estados Unidos) | Medalla de bronce | –56 kg           |
| 2000               | Sídney (Australia)       | Medalla de oro    | –57 kg           |
| Campeonato Mundial |                          |                   |                  |
| Año                | Lugar                    | Medalla           | Categoría        |
| 1997               | París (Francia)          | Medalla de oro    | –56 kg           |
| 1999               | Birmingham (Reino Unido) | Medalla de plata  | –57 kg           |
| 2001               | Múnich (Alemania)        | Medalla de bronce | –57 kg           |
| 2007               | Río de Janeiro (Brasil)  | Medalla de plata  | –57 kg           |
| Campeonato Europeo |                          |                   |                  |
| Año                | Lugar                    | Medalla           | Categoría        |
| 1995               | Birmingham (Reino Unido) | Medalla de plata  | –56 kg           |
| 1996               | La Haya (Países Bajos)   | Medalla de bronce | –56 kg           |
| 1997               | Ostende (Bélgica)        | Medalla de plata  | –56 kg           |
| 1998               | Oviedo (España)          | Medalla de oro    | –57 kg           |
| 1999               | Bratislava (Eslovaquia)  | Medalla de oro    | –57 kg           |
| 2001               | París (Francia)          | Medalla de oro    | –57 kg           |
| 2002               | Maribor (Eslovenia)      | Medalla de bronce | –57 kg           |
| 2003               | Düsseldorf (Alemania)    | Medalla de oro    | –57 kg           |
| 2004               | Bucarest (Rumania)       | Medalla de oro    | –57 kg           |
| 2005               | Róterdam (Países Bajos)  | Medalla de bronce | –57 kg           |
| 2006               | Tampere (Finlandia)      | Medalla de bronce | –57 kg           |
| 2007               | Belgrado (Serbia)        | Medalla de oro    | –57 kg           |
| 2008               | Lisboa (Portugal)        | Medalla de plata  | –57 kg           |

## Trayectoria política
Isabel fue incluida en la lista electoral del PP de las elecciones municipales de 2007 en la ciudad de Alicante. Salió elegida y, aunque durante los primeros años de la legislatura ocupó la Concejalía de Vivienda y la presidencia del Patronato de la Vivienda, en septiembre de 2008 fue nombrada concejala de Deportes del Ayuntamiento de Alicante, cargo que desempeñó hasta 2011.

## Proyecto Isabel Fernández
Isabel Fernández y su marido Javier Alonso, pensaron a finales de 2001 que el judo podía servir de ayuda para mejorar la calidad de vida de las personas autistas, poseedoras de un trastorno irreversible que surge durante los primeros treinta meses de vida. Acto seguido se pusieron en contacto con Ignacio Leyda, director y psicólogo del Centro Infanta Leonor de Alicante para Personas con Autismo, donde consiguieron que el Proyecto Isabel Fernández se pusiera en marcha, gracias a la inversión económica de la CAM hasta el 2012. Después de estos años, todo el personal implicado destacan la positiva evolución de los jóvenes. Los resultados fueron tan buenos que llevaron a Barcelona su idea.

## Reconocimientos
- Premio Reina Sofía a la mejor deportista española en 1997 y 2000, otorgado por el CSD y entregado en los Premios Nacionales del Deporte.
- Medalla de Oro de la Real Orden del Mérito Deportivo, otorgada por el Consejo Superior de Deportes (2001)[7]
- Mejor Deportista Femenina de 1994, 1997, 1998, 1999, 2000, 2001, 2002, 2003, 2004 y 2007 (finalista en 2005 y 2011) en los Premios Deportivos Provinciales de la Diputación de Alicante.[8]
- Trofeo Ayuntamiento de Alicante al mejor deportista alicantino absoluto de 1997, 1998, 1999, 2000, 2002, 2003, 2004 y 2007, otorgado por la Asociación de la Prensa Deportiva de Alicante.